# Rio Patea
O Rio Patea corre em Taranaki na Ilha Norte da Nova Zelândia. Corre durante 105 quilómetros da encosta oriental do Monte Taranaki, passando a leste através de Stratford antes de continuar para sul até chegar a baía de "South Taranaki Bight" perto da cidade de Patea.
O rio era uma ligação para Taranaki do Sul quer para os Maori e quer para os europeus.
O rio Patea é o único rio navegável em Taranaki do Sul.
O lago Rotorangi sendo o maior lago artificial da Nova Zelândia (km 46), foi formado quando o "Patea Borough Council" construiu a Barragem Patea em 1979-84.